# Fülöpjakab
Fülöpjakab is een plaats (község) en gemeente in het Hongaarse comitaat Bács-Kiskun. Fülöpjakab telt 1131 inwoners (2005).

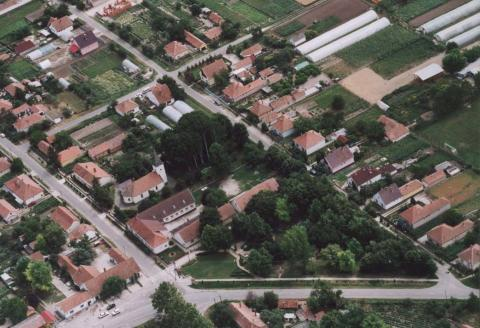
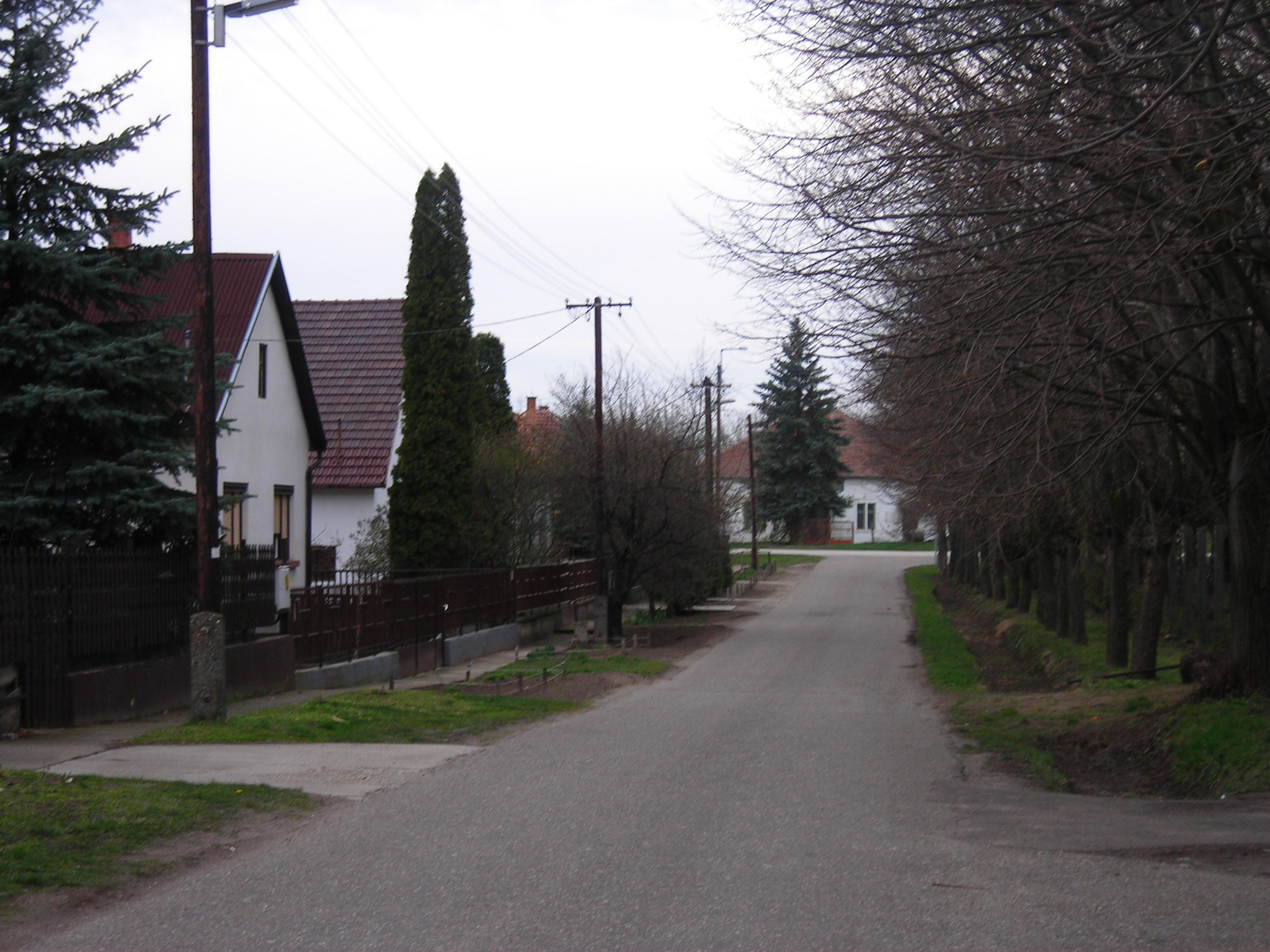